# Jacques Offenbach
« Offenbach » redirige ici. Pour les autres significations, voir Offenbach (homonymie).
Œuvres principales
- Orphée aux Enfers (1858-1874)
- La Belle Hélène (1864)
- La Vie parisienne (1866-1873)
- La Grande-duchesse de Gérolstein (1867)
- La Périchole (1868-1874)
- La Fille du tambour-major (1879)
- Les Contes d'Hoffmann (1881, op. posth.)

Scènes principales
- Théâtre des Bouffes-Parisiens (directeur)
- Théâtre de la Gaîté (directeur)
- Théâtre des Variétés
- Théâtre du Palais-Royal

Jacques Offenbach /ʒak ɔfɛnbak/ (de l'allemand Jakob Offenbach /ˈjaːkɔp ˈɔfn̩ˌbax/), né le 20 juin 1819 à Cologne et mort le 5 octobre 1880 à Paris, est un compositeur et violoncelliste prussien naturalisé français.

## Biographie

### Origines
Jacques ou Jakob Offenbach est né en 1819 dans une famille juive ashkénaze, à Cologne dans la province de Juliers-Clèves-Berg, qui à cette époque faisait partie de la Prusse. Sa maison natale se trouve sur le Großer Griechenmarkt, proche de la place qui porte maintenant son nom, l'Offenbachplatz. Il est le deuxième fils des dix enfants d'Isaac Juda Offenbach né Eberst (1779-1850) et de son épouse Marianne, née Rindskopf (vers 1783-1840).
La rive gauche du Rhin étant devenue française par le traité de Bâle, Isaac, issu d'une famille de musiciens, abandonne son métier de relieur et gagne sa vie itinérante comme chantre dans les synagogues et violoniste dans les cafés. Il est connu sous le nom de 'der Offenbacher' (le musicien d'Offenbach) d'après sa ville natale, Offenbach-sur-le-Main, près de Francfort-sur-le-Main.
En 1808, en vertu du décret de Bayonne, il adopte Offenbach comme patronyme. En 1816, la rive gauche du Rhin ayant été donnée au royaume de Prusse par le congrès de Vienne, il s'établit à Cologne, où il devient professeur, donnant des leçons de chant, de violon, de flûte et de guitare, ainsi que de composition musicale.

### Les jeunes années
Lorsque Jakob a six ans, son père lui apprend à jouer du violon. En l'espace de deux ans, le garçon surdoué compose des chansons et des danses. À neuf ans, il commence l'étude du violoncelle. Isaac est à ce moment le chantre permanent de la synagogue locale. Il peut se permettre de payer à son fils des leçons auprès du célèbre violoncelliste Bernhard Breuer. Trois ans plus tard, Jakob interprète ses propres compositions, dont les difficultés techniques impressionnent son maître. Avec son frère Julius (violon) et sa sœur Isabella (piano), Jakob joue en trio dans des salles de bal locales, des auberges et des cafés. Ils y interprètent de la musique de danse populaire et des arrangements d'opéras. 
En 1833, Isaac décide que les deux plus talentueux de ses enfants, Julius (alors âgé de 18 ans) et Jakob (14 ans), quitteront la scène musicale provinciale de Cologne pour aller étudier à Paris. Avec le soutien généreux des mélomanes locaux et de l'orchestre municipal, avec qui ils ont donné un concert d'adieu le 9 octobre, les deux jeunes musiciens, accompagnés de leur père, font un voyage de quatre jours à Paris, en novembre 1833.
Isaac parvient à persuader le directeur du conservatoire de Paris, Luigi Cherubini, de faire passer une audition à Jakob. Mais l'âge et la nationalité du garçon étaient deux obstacles à l'admission. Cherubini avait déjà refusé plusieurs années auparavant l'admission de Franz Liszt, âgé de 12 ans, pour des motifs similaires, mais il accepte finalement d'entendre le jeune Offenbach. Il écoute son jeu et l'arrête en disant : « Assez, jeune homme, vous êtes maintenant un élève de ce Conservatoire ». Julius est également admis. Les deux frères adoptent des formes françaises de leurs prénoms, Julius devenant Jules et Jakob devenant Jacques.
Isaac espère obtenir un emploi permanent à Paris. Cela ne se réalise pas, et il retourne à Cologne. Avant de partir, il trouve un certain nombre d'élèves pour Jules. Les revenus modestes de ces leçons, complétés par les honoraires gagnés par les deux frères en tant que membres des chœurs de la synagogue, leur permettent de poursuivre leurs études. Au conservatoire, Jules est un étudiant assidu. Il est diplômé et devient professeur de violon et chef d'orchestre connu. Il dirigera l'orchestre de son jeune frère pendant plusieurs années. En revanche, Jacques s'ennuie et part après un an, le 2 décembre 1834.

### Le violoncelliste virtuose

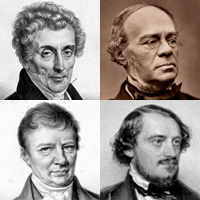
Premières influences : Luigi Cherubini et Fromental Halévy; Louis Norblin et Friedrich von Flotow.

En quittant le conservatoire, Offenbach se libère de l'académisme sévère du programme de Cherubini, mais, comme l'écrit son biographe James Harding, « il était libre, lui aussi, de mourir de faim ». Il obtient quelques emplois temporaires dans des orchestres de théâtre avant d'occuper en 1835 un poste permanent de violoncelliste à l'Opéra-Comique. Il n'y est pas plus sérieux qu'il l'avait été au conservatoire, et se voit privé régulièrement de sa paye, pour avoir fait des farces pendant les représentations. À une occasion, lui et le violoncelliste principal ont joué des notes alternées de la partition imprimée. Une autre fois, ils sabotent certains pupitres de leurs collègues pour les faire s'effondrer à mi-représentation. Néanmoins, les revenus de son travail d'orchestre lui permettent de prendre des leçons avec le célèbre violoncelliste Louis Norblin. Il fait une impression favorable sur le compositeur et chef d'orchestre Fromental Halévy, qui lui donne des leçons de composition et d'orchestration. Certaines des premières compositions d'Offenbach sont programmées par le chef à la mode Louis-Antoine Jullien. Offenbach et un autre jeune compositeur, Friedrich von Flotow, collaborent sur une série d'œuvres pour violoncelle et piano. Mais l'ambition d'Offenbach est de composer pour la scène. Or, il n'est pas programmé par les théâtres parisiens. Avec l'aide de Flotow, il se bâtit une réputation pour composer et jouer dans les salons à la mode.

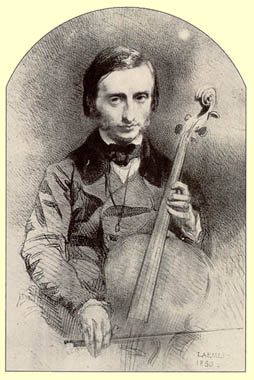
Offenbach en jeune violoncelliste virtuose, par Alexandre Laemlein en 1850.

Parmi les salons qu'il fréquente, il y a celui de la comtesse de Vaux. Il y rencontre Herminie d'Alcain (1827-1887), fille d'un général carliste. Ils tombent amoureux, mais il n'est pas encore dans une position financière assez brillante pour proposer le mariage. Pour étendre sa renommée et se faire connaître ailleurs qu'à Paris, il entreprend des tournées en France et en Allemagne. Il y interprète des œuvres d'Anton Rubinstein et, dans un concert dans sa Cologne natale, de Liszt. En 1844, probablement soutenu par des parents anglais d'Hérminie, il entreprend une tournée en Angleterre. Il est immédiatement engagé pour se produire avec certains des musiciens les plus célèbres de l'époque, y compris Mendelssohn, Joseph Joachim, Michele Costa et Julius Benedict. La presse britannique relate un concert prestigieux. L'Illustrated London News écrit : « Herr Jacques Offenbach, l'étonnant violoncelliste, s'est produit jeudi soir à Windsor devant l'empereur de Russie, le roi de Saxe, la reine Victoria et le prince Albert avec un grand succès ». L'utilisation de « Herr » plutôt que « Monsieur » reflète le fait qu'Offenbach reste un citoyen prussien. L'ambiguïté de sa nationalité lui causera plus tard des difficultés dans la vie.

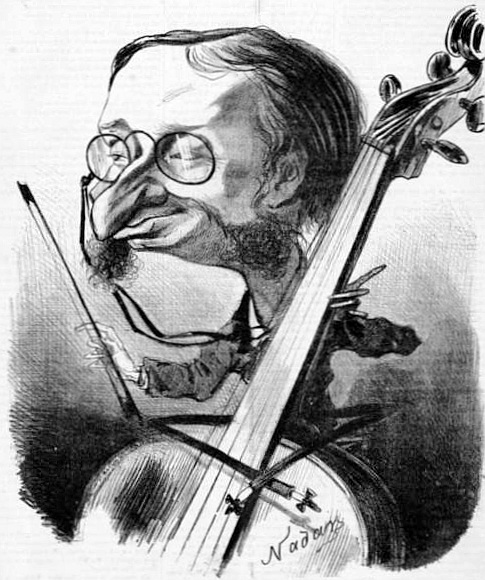
Caricature par Édouard Riou.

Jacques Offenbach rentre à Paris avec une réputation et un compte en banque améliorés. Le dernier obstacle à son mariage avec Hérminie est d'ordre religieux. Il se convertit au catholicisme, avec la comtesse de Vaux comme marraine. On ne connaît pas la réaction de son père Isaac sur la conversion de son fils et l'abandon du judaïsme. Le mariage a lieu le 14 août 1844, la fiancée a 17 ans et lui 25. Le mariage durera toute leur vie et sera heureux, malgré quelques aventures extra-conjugales du mari. Après la mort d'Offenbach, un ami a dit qu'Hérminie « lui a donné du courage, a partagé ses épreuves et l'a réconforté toujours avec tendresse et dévotion ».
Revenant à Paris, Offenbach fréquente à nouveau les salons à la mode, mais il compose aussi de plus en plus. Il publie beaucoup de partitions, et certaines d'entre elles se vendent bien. Il écrit, joue et produit des burlesques musicaux pour les présenter dans les salons. Il amuse ainsi les 200 invités de la comtesse de Vaux avec une parodie du Désert de Félicien David. En avril 1846, il donne un concert où sept pièces d'opéra de sa propre composition sont créées devant un public comportant des critiques musicaux. Après quelques encouragements et quelques déceptions, il semble sur le point de se consacrer entièrement à la composition théâtrale, quand Paris subit la révolution de 1848, qui renverse Louis-Philippe dans une effusion de sang. Offenbach emmène précipitamment Herminie et leur fille récemment née, pour rejoindre sa famille à Cologne.
De retour à Paris en février 1849, Offenbach trouve les grands salons fermés. Il reprend son travail de violoncelliste et de chef occasionnel à l'Opéra-Comique. Il est cependant remarqué par le directeur de la Comédie-Française, Arsène Houssaye, qui le nomme directeur musical du théâtre, avec un mandat pour agrandir et améliorer l'orchestre. Début 1850, Offenbach compose des chansons et de la musique de scène pour onze drames classiques et modernes. Certaines de ses chansons sont devenues très populaires, et il acquiert une expérience précieuse dans l'écriture pour le théâtre. Houssaye écrira plus tard qu'Offenbach avait fait des merveilles pour son théâtre. Mais la direction de l'Opéra-Comique, cependant, ne lui commande rien.

### Les Bouffes-Parisiens, les Champs-Élysées

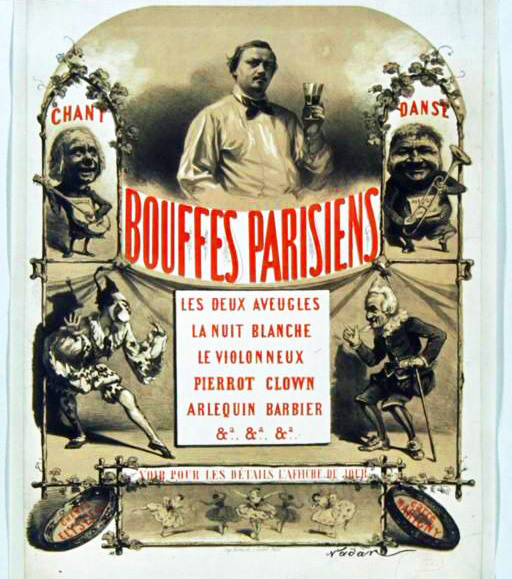
Affiche de Nadar.

Entre 1853 et 1855, Offenbach écrit trois opérettes en un acte et réussit à les monter à Paris. Elles sont bien reçues, mais les autorités de l'Opéra-Comique restent impassibles. Il est encouragé à continuer par le compositeur, chanteur et impresario Florimond Ronger, plus connu sous le nom d'Hervé. Dans son théâtre, les Folies-Nouvelles, qui avait ouvert l'année précédente, Hervé est le pionnier de l'opéra-comique français. Il accepte de présenter une nouvelle opérette en un acte sur un livret de Jules Moinaux avec la musique d'Offenbach, Oyayaye ou La reine des îles. Créée le 26 juin 1855, l’œuvre est bien reçue par la critique et le public. Le biographe d'Offenbach, Peter Gammond, la décrit comme « une charmante bêtise ». La pièce dépeint un contrebassiste, joué par Hervé, naufragé sur une île de cannibales et qui, après plusieurs périlleuses rencontres avec la cheffe des cannibales, s'échappe en utilisant sa contrebasse comme bateau. Offenbach décide de produire ses pièces dans son propre théâtre et abandonne l'idée de les voir à l'Opéra-Comique.
Offenbach choisit son théâtre : la salle Lacaze, sur l'avenue des Champs-Élysées. L'emplacement et le moment sont idéaux pour lui : Paris, entre mai et novembre, attend de nombreux visiteurs de France et de l'étranger pour l'Exposition universelle de 1855, et la salle Lacaze se situe à côté du site de l'exposition. Il écrit plus tard :

« Aux Champs-Élysées, il y avait un petit théâtre à louer, construit pour le magicien Lacaze mais fermé pendant de nombreuses années. Je savais que l'Exposition de 1855 amènerait beaucoup de monde à cet endroit. En mai, j'avais trouvé vingt commanditaires et le 15 juin j'ai obtenu le bail. Vingt jours plus tard, j'ai réuni mes librettistes et j'ai ouvert le Théâtre des Bouffes-Parisiens. »

Le théâtre est en effet « petit » : il ne peut accueillir qu'un auditoire de 300 places au maximum. Cependant, il convient bien pour les spectacles qu'on y joue : Offenbach se limite à trois voix dans les pièces en un acte. Avec un effectif aussi réduit, de grandes œuvres sont impossibles, et Offenbach, comme Hervé, présente des soirées de plusieurs pièces en un acte. Entre la délivrance de la licence et la soirée d'ouverture, le 5 juillet 1855, c'est un mois d'activités frénétiques. Pendant cette période, Offenbach doit équiper le théâtre, recruter des acteurs, l'orchestre et le personnel, trouver des auteurs pour écrire les livrets pour le programme d'ouverture et composer la musique. Parmi ceux qu'il recrute, il y a Ludovic Halévy, le neveu du premier mentor d'Offenbach, Fromental Halévy. Ludovic est un fonctionnaire respectable mais a aussi une passion pour le théâtre et un don pour le dialogue et les vers. Tout en poursuivant sa carrière dans la fonction publique, il collaborera (parfois sous des pseudonymes discrets) avec Offenbach dans 21 œuvres au cours des 24 années suivantes.
Halévy écrit le livret d'une des pièces du programme d'ouverture, mais l'œuvre la plus populaire de la soirée est écrite par Jules Moinaux : Les Deux Aveugles. C'est une comédie dans laquelle deux mendiants feignent la cécité. Pendant les répétitions, on a pu craindre que le public soit choqué par le sujet, mais l’œuvre obtient un franc succès. On la joue même à Vienne et à Londres. Cet été là, Le Violoneux révèle au public la cantatrice Hortense Schneider dans son premier rôle pour Offenbach. Âgée de 22 ans lorsqu'elle auditionne pour lui, elle est immédiatement engagée. À partir de 1855, elle est un des éléments clés des productions d'Offenbach, auxquelles elle consacre la plus grande partie de sa carrière.
En 1855, les Champs-Élysées ne sont pas encore la grande avenue aménagée par le baron Haussmann dans les années 1860. C'est une allée non pavée. Le public qui afflue au théâtre d'Offenbach à l'été et à l'automne de 1855 ne désire pas s'y aventurer en hiver. Offenbach trouve un lieu plus approprié près du passage Choiseul : le théâtre des Jeunes Élèves, connu également sous le nom de salle Choiseul ou théâtre Comte. En partenariat avec son propriétaire, il y installe les Bouffes-Parisiens pour la saison hivernale. La compagnie retourne à la salle Lacaze pour les saisons d'été 1856, 1857 et 1859, se produisant à la salle Choiseul en hiver. En mars 1861, il abandonne les représentations à la salle Lacaze.

### La salle Choiseul
La première pièce d'Offenbach pour son nouveau théâtre est Ba-ta-clan (décembre 1855), une «chinoiserie» fort bien accueillie, sur un livret de Halévy. Suivent 15 autres opérettes en un acte au cours des trois années suivantes. Les distributions sont toujours très réduites, bien qu'à la salle Choiseul, on passe de trois à quatre chanteurs.
Sous la direction d'Offenbach, les Bouffes-Parisiens mettent en scène des œuvres de nombreux compositeurs. Parmi eux, Léon Gastinel et Léo Delibes. Quand Offenbach demande à Rossini la permission de monter sa comédie Il signor Bruschino, Rossini lui répond qu'il est heureux de pouvoir faire n'importe quoi pour le « Mozart des Champs-Élysées ». Offenbach, qui porte une vénération particulière à Mozart, a l'ambition de présenter Der Schauspieldirektor, un petit opéra comique en un acte. Il acquiert la partition à Vienne. Avec un texte traduit et adapté par Léon Battu et Ludovic Halévy, il le présente lors des célébrations du centenaire de Mozart en mai 1856 sous le nom de L'impresario. À la demande de l'empereur Napoléon III, la troupe exécute cette œuvre aux Tuileries peu de temps après la première aux Bouffes-Parisiens.
Dans un long article paru dans Le Figaro en juillet 1856, Offenbach retrace l'histoire de l'opéra comique. Pour lui, le premier ouvrage digne d'être appelé opéra comique est Blaise le savetier de Philidor, datant de 1759. Il disserte sur les différences entre les visions italienne et française à propos de l'opéra comique, comparant l'imagination et la gaieté des compositeurs italiens et l'intelligence, le bon sens, le bon goût et l'esprit des compositeurs français. Il conclut que l'opéra comique est devenu trop monumental. 
Cet article est un préliminaire à l'annonce d'un concours ouvert aux jeunes compositeurs. Un jury de compositeurs et de dramaturges français, comprenant Daniel-François-Esprit Auber, Fromental Halévy, Ambroise Thomas, Charles Gounod et Eugène Scribe, examine 75 partitions. Les cinq candidats présélectionnés sont invités à mettre en musique un livret, Le Docteur Miracle, écrit par Ludovic Halévy et Léon Battu. Les gagnants de ce concours sont Charles Lecocq et Georges Bizet, avec qui Offenbach se lie d'une amitié durable.
Bien que les Bouffes-Parisiens jouent régulièrement salle comble, le théâtre est constamment au bord de la faillite, principalement à cause de ce que son biographe Alexander Faris appelle « l'extravagance incorrigible d'Offenbach en tant que manager ». Un autre de ses biographes, André Martinet, écrit qu'il dépense l'argent sans compter, en costumes ou en renouvelant les velours de la salle. En outre, Offenbach est personnellement généreux et hospitalier. Pour rehausser les finances de la compagnie, on organise une saison à Londres en 1857. Une moitié de la troupe reste à Paris pour jouer à la salle Choiseul et l'autre moitié au St James's Theatre dans le West End de Londres.

### Orphée aux enfers

Affiche de Jules Chéret pour Orphée aux Enfers.

En 1858, le gouvernement lève les restrictions sur le nombre d'artistes dans les spectacles, et Offenbach est enfin en mesure de présenter des travaux plus ambitieux. Sa première opérette, Orphée aux Enfers, est présentée en octobre 1858. Offenbach, comme d'habitude, dépense largement pour la production, avec des décors de Gustave Doré, des costumes somptueux, un casting de vingt protagonistes, un grand chœur et un orchestre.
La troupe est particulièrement à court d'argent à la suite d'une mauvaise saison à Berlin. Il est urgent d'obtenir un grand succès pour rémunérer les comédiens. Au début, la production est destinée à être un succès modeste. Une critique outragée de Jules Janin, le critique du Journal des Débats, fustige l'opérette pour profanation et irrévérence (ostensiblement à la mythologie romaine, mais en réalité à Napoléon et à son gouvernement, considérés comme les cibles de sa satire). Offenbach et son librettiste Hector Crémieux s'emparent de cette publicité gratuite et participent à un débat public animé dans les colonnes du quotidien parisien Le Figaro. L'indignation de Janin rend le public impatient de voir la pièce. Les recettes sont prodigieuses. Parmi ceux qui voulaient voir la satire de l'empereur, il y avait l'empereur lui-même, qui réserve une représentation en avril 1860. Malgré de nombreux succès pendant le reste de la carrière d'Offenbach, Orphée aux Enfers reste le plus populaire. Les raisons de son succès sont les valses qui rappellent Vienne mais avec une nouvelle saveur française, les chansons similaires aux patter songs, largement pratiqués par Gilbert et Sullivan Patter song (en), et par-dessus tout le cancan final.
En 1859, les Bouffes-Parisiens présentent de nouvelles œuvres de Flotow, Jules Erlanger, Alphonse Varney, Léo Delibes et Offenbach lui-même. Parmi les nouvelles pièces d'Offenbach, Geneviève de Brabant est la plus populaire.

### Les années 1860
Les années 1860 sont la décennie la plus réussie d'Offenbach. Au début de 1860, il reçoit la nationalité française par ordre personnel de Napoléon III, et l'année suivante, il est nommé Chevalier de la Légion d'honneur. Il écrit son seul ballet, Le papillon, produit à l'Opéra en 1860. Parmi d'autres opérettes écrites la même année, il produit à l'Opéra-Comique une pièce en trois actes intitulée Barkouf. Ce n'est pas un succès. Sur une intrigue politique tournant autour d'un chien nommé premier ministre, Offenbach tente dans sa musique des imitations canines qui ne convainquent ni le public ni les critiques. La pièce ne connaît que sept représentations et son arrêt est lié à la censure.
Malgré tout, Offenbach, dans les années 1860, obtient de nombreux succès qui font oublier quelques échecs. En 1861, il se rend à Vienne pour une saison estivale. Il reçoit un accueil enthousiaste du public et des critiques. Il trouve Vienne fort à son goût. Il reprend, pour une seule soirée, son ancien rôle de virtuose du violoncelle lors d'un concert devant l'empereur François-Joseph Ier. Mais ce succès est suivi d'un échec à Berlin. Il retourne à Paris. On y joue Le pont des soupirs et Monsieur Choufleuri restera chez lui le...
En 1862, naît son unique fils, Auguste (mort en 1883). Il est le dernier de cinq enfants. La même année Offenbach démissionne de son poste de directeur des Bouffes-Parisiens, remettant le poste à Alphonse Varney. Il continue à écrire la plupart de ses œuvres pour ce théâtre, et des pièces occasionnelles pour la saison estivale à Bad Ems. 
En dépit de problèmes avec le livret, Offenbach écrit un opéra sérieux en 1864, Les Fées du Rhin (Die Rheinnixen), un fatras de thèmes romantiques et mythologiques. L'opéra a été présenté avec des coupures substantielles à l'Opéra de Vienne et à Cologne en 1865. Il n'a été repris qu'en 2002, dans son intégralité. Depuis lors, on en a donné plusieurs productions. Il contient un numéro, le Elfenchor, décrit par le critique Eduard Hanslick comme « charmant, attirant et sensuel », et adapté plus tard par Ernest Guiraud dans la Barcarolle des Contes d'Hoffmann. Après décembre 1864, Offenbach écrit moins souvent pour les Bouffes-Parisiens, et beaucoup de ses nouvelles œuvres sont créées dans des théâtres plus importants.

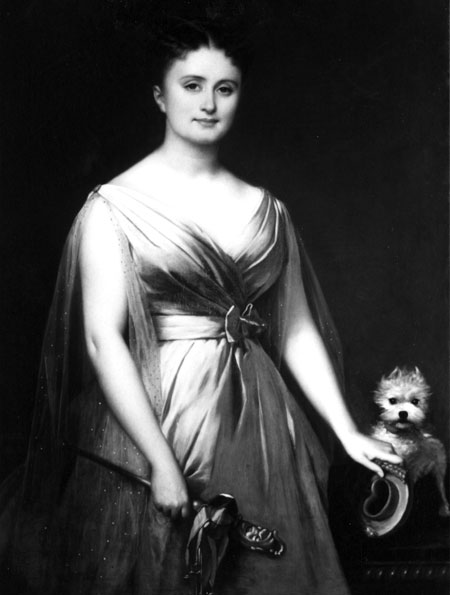
Hortense Schneider

Entre 1864 et 1868,Offenbach écrit quatre de ses opérettes les plus connues : La Belle Hélène (1864), La Vie parisienne (1866), La Grande-duchesse de Gérolstein (1867) et La Périchole (1868). Henri Meilhac rejoint Halévy pour la rédaction des livrets. Offenbach, qui les appelait « Meil » et « Hal » dit de cette « trinité » : « Je suis sans doute le père, mais chacun des deux est mon fils et plein d'esprit ».
C'est Hortense Schneider qui joue le rôle titre de La Belle Hélène. Depuis ses premiers succès, elle devient une des stars de la scène musicale française. Elle a des exigences financières importantes et est notoirement capricieuse, mais Offenbach est persuadé qu'aucune autre chanteuse ne peut l'égaler dans le rôle d'Hélène. Les répétitions pour la création au théâtre des Variétés sont tumultueuses, et émaillées de disputes avec les autres protagonistes. La censure fustige la satire de la cour impériale, et le directeur du théâtre tente de freiner l'extravagance d'Offenbach en réduisant les dépenses. Une fois de plus, le succès de la pièce est, par inadvertance, assuré par le critique Janin. Son avis scandalisé est fortement contré par les critiques libéraux, et la publicité qui suivit amena de nouveau le public à venir en masse à ce spectacle.
Barbe-bleue est le premier succès de l'année 1866. La Vie parisienne, plus tard dans la même année, marque un nouveau départ pour Offenbach et ses librettistes. Pour la première fois dans une pièce de cette importance, ils choisissent un décor moderne, au lieu de déguiser leur satire sous un aspect classique. L'opérette n'a pas besoin d'un coup de pouce accidentel de la part de Janin, car elle est un succès instantané et prolongé auprès du public parisien. Dans sa biographie, Peter Gammond décrit le livret comme « presque digne de William S. Gilbert », et la partition d'Offenbach comme « certainement la meilleure jusqu'à présent ». La pièce met en vedette Zulma Bouffar, qui entame alors une liaison avec le compositeur qui durera au moins jusqu'en 1875.
En 1867, Offenbach obtient son plus grand succès avec La Grande-Duchesse de Gerolstein, satire du militarisme. La première a lieu deux jours après l'ouverture de l'Exposition universelle de 1867. Le public parisien et les visiteurs étrangers se précipitent pour assister à la nouvelle opérette. La royauté étrangère qui a vu la pièce comprend le roi de Prusse accompagné de son ministre Otto von Bismarck. Halévy, avec son expérience de haut fonctionnaire, voit clairement les menaces imminentes de la Prusse. Il écrit dans son journal : « Bismarck aide à doubler nos recettes, cette fois c'est la guerre à laquelle on rit, et la guerre est à nos portes ». La Grande-Duchesse de Gerolstein est rapidement suivie d'une série de pièces à succès : Robinson Crusoé, Geneviève de Brabant (version révisée, 1867), Le Château à Toto, Le pont des soupirs (version révisée) et L'Île de Tulipatan (1868).
En 1868, La Périchole marque une transition dans l’œuvre d'Offenbach. La satire est moins virulente, la partition est charmante. La critique n'apprécie pas ce changement, mais le succès public, dû en grande partie à Hortense Schneider, est immédiat. À la fin de la décennie, Les Brigands sont plus un opéra romantique. Bien accueilli lors de sa sortie, il est cependant moins populaire par la suite.

### La guerre de 1870 et ses conséquences

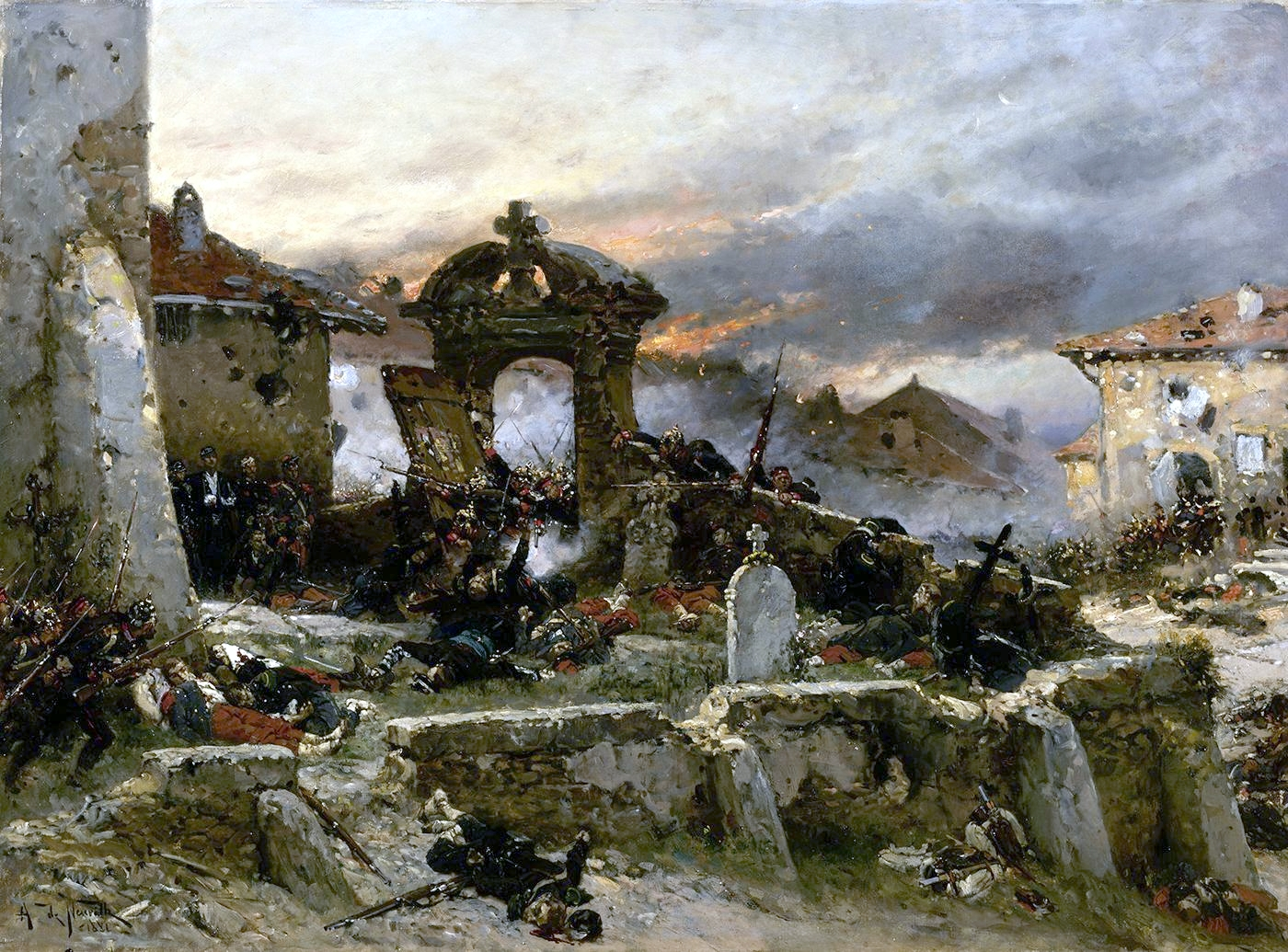
La Bataille de Saint-Privat, 18 août 1870 (Alphonse de Neuville,1881)

Offenbach revient précipitamment d'Ems et de Wiesbaden avant le déclenchement de la guerre franco-prussienne de 1870. Il se rend ensuite chez lui à Étretat puis s'installe avec sa famille, à l'abri du conflit, à San Sebastián, dans le Nord de l'Espagne. Célèbre grâce à Napoléon III, Offenbach est immanquablement associé à l'ancien régime. On le surnomme « l'oiseau moqueur du Second Empire ». Lorsque l'empire s'effondre à la suite de la victoire écrasante de la Prusse à Sedan (1870), la musique d'Offenbach est en disgrâce. La France est traversée par des sentiments violemment antiallemands, et malgré sa citoyenneté française et la Légion d'honneur, sa naissance et son éducation à Cologne le rendent suspect. Ses opérettes sont considérées comme l'incarnation de tout ce qui était superficiel et sans valeur dans le régime de Napoléon III. La Grande-Duchesse de Gerolstein est interdite en France à cause de sa satire antimilitariste.
Alors que son public parisien l'abandonne, Offenbach devient très populaire en Angleterre. John Hollingshead, du Gaiety Theatre, présente ses opérettes à un public nombreux et enthousiaste. Entre 1870 et 1872, le Gaiety monte quinze de ses œuvres. Au théâtre royal, Richard D'Oyly Carte présente La Périchole en 1875. 
À Vienne aussi des œuvres d'Offenbach sont régulièrement produites. Tandis que la guerre et ses suites ravagent Paris, le compositeur supervise les productions viennoises et voyage en Angleterre en tant qu'invité du prince de Galles (le futur Édouard VII).

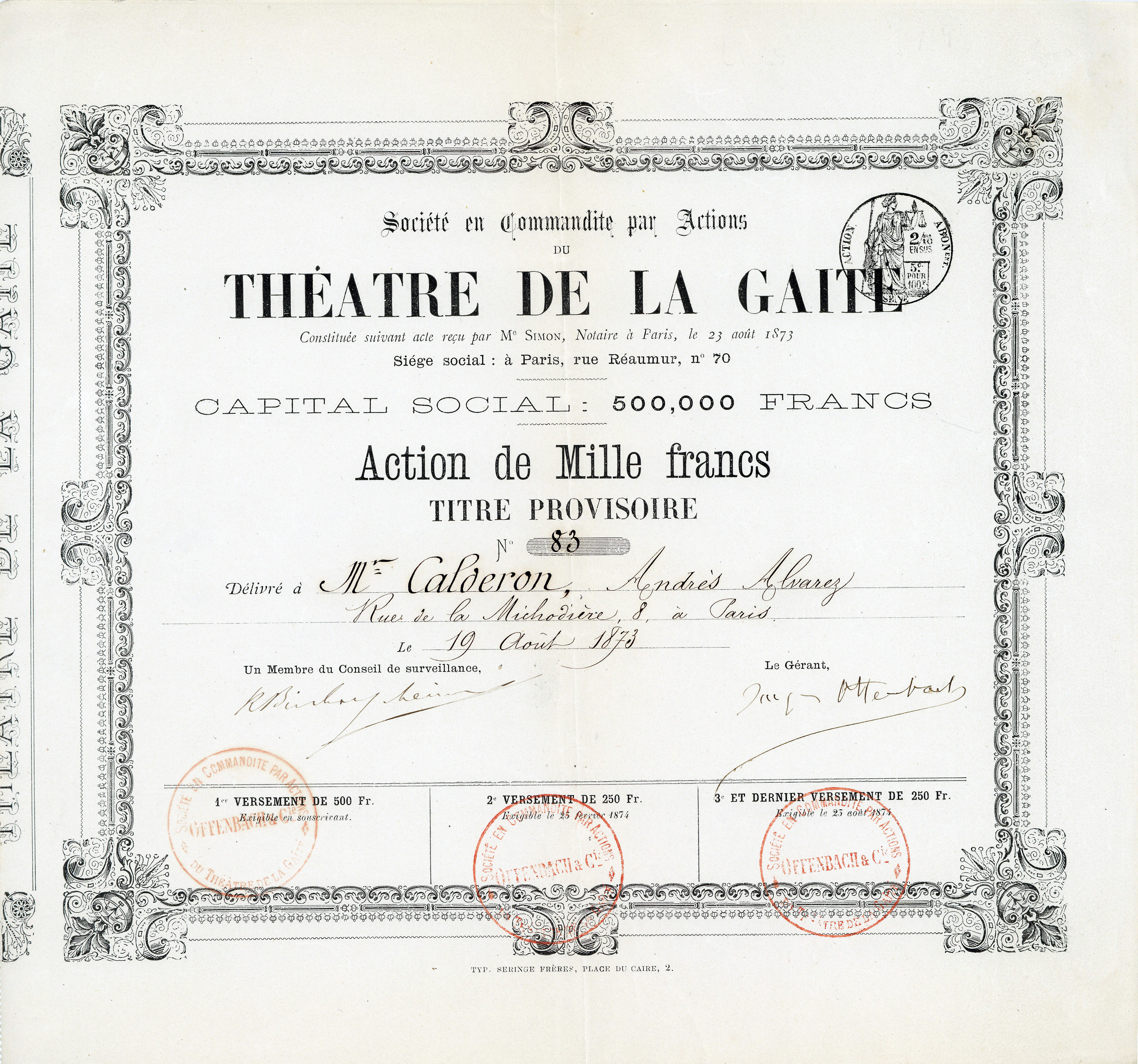
Action du Théâtre de la Gaité de 1000 francs, émise le 19 août 1873, signée en original par Jaques Offenbach en tant que gérant. Offenbach rénova le théâtre de fond en comble pour le rouvrir le 2 septembre 1873 avec "Le Gascon", un drame de Théodore Barière pour lequel il avait lui-même contribué à la musique. Offenbach investit 360.000 francs dans la mise en scène du drame historique "La Heine" de Victorien Sardou, dont la première eut lieu le 3 décembre 1874, mais le succès ne fut pas au rendez-vous, ce qui entraîna finalement la dissolution de la société.

À la fin de 1871, la vie à Paris est redevenue normale et Offenbach met fin à son exil volontaire. Ses nouvelles œuvres Le Roi Carotte (1872) et La Jolie Parfumeuse (1873) sont modestement accueillies, mais les reprises somptueuses de ses premiers succès lui rapportent quelque argent. Il décide de reprendre la direction du théâtre et prend le contrôle du théâtre de la Gaîté en juillet 1873. Une nouvelle version d'Orphée aux enfers fait un triomphe, mais celle de Geneviève de Brabant se révèle moins populaire. Avec les coûts de productions extravagants, la collaboration avec le dramaturge Victorien Sardou aboutit à un désastre financier. Une production coûteuse de La haine de Sardou en 1874, avec la musique de scène d'Offenbach, ne réussit pas à attirer le public à la Gaîté, et Offenbach est contraint de vendre ses parts dans ce théâtre et d'hypothéquer les royalties futures. En 1875, Offenbach remporta un grand succès avec l'opéra féerie Le Voyage dans la Lune.
En 1876 une tournée réussie aux États-Unis dans le cadre de l'exposition du Centenaire permet à Offenbach de récupérer une partie de ses pertes et de payer ses dettes. Commençant par un concert au Gilmore's Garden devant une foule de 8 000 personnes, il donne ensuite une série de plus de 40 concerts à New York et Philadelphie. Pour contourner une loi de Philadelphie interdisant les divertissements le dimanche, il déguise ses numéros d'opérette en pièces liturgiques et annonce un « Grand concert sacré de M. Offenbach ». « Dis-moi, Vénus » de La belle Hélène devient une litanie, et d'autres numéros tout aussi profanes sont présentés comme « prière » ou « hymne ». Les autorités locales ne s'y trompent pas, et le concert est annulé. Au Booth's Theatre de New York, Offenbach dirige La vie parisienne et La jolie parfumeuse. Il revient en France en juillet 1876.
Les opérettes tardives d'Offenbach ont connu une certaine popularité en France, en particulier Madame Favart (1878), qui raconte un complot imaginaire d'une actrice française célèbre, Justine Favart, et La Fille du tambour-major (1879), la plus réussie de ses opérettes des années 1870.

### Les dernières années

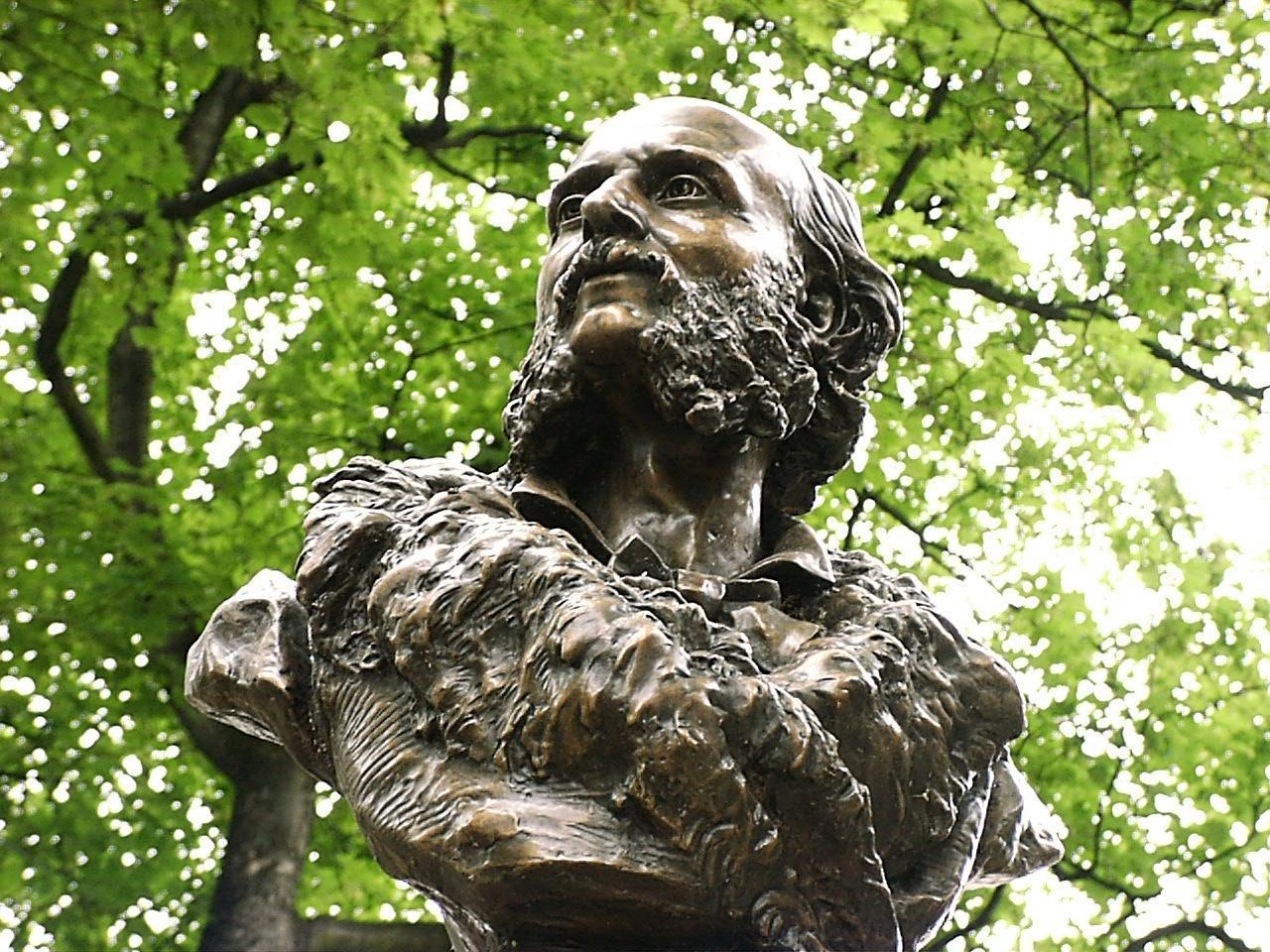
Buste à l’effigie d’Offenbach sur sa tombe par Jules Franceschi.

Accaparé par la composition de La fille du tambour-major, Offenbach a moins de temps pour travailler sur le projet qui lui tient particulièrement à cœur, la création d'un opéra sérieux. Depuis le début de l'année 1877, il travaille sur une pièce de théâtre, Les contes fantastiques d'Hoffmann, de Jules Barbier et Michel Carré. Il souffre de la goutte depuis les années 1860. On est souvent obligé de le porter dans le théâtre sur une chaise. En mauvaise santé, il est conscient de son état et espère passionnément vivre assez longtemps pour compléter l'opéra Les Contes d'Hoffmann. On l'entend même dire à Kleinzach, son chien : « Je donnerais tout pour assister à la première ». Malheureusement, Offenbach ne peut terminer la pièce. Il laisse une partition vocale pratiquement complète et a commencé l'orchestration. Ernest Guiraud, un ami de la famille, assisté par Auguste, le fils d'Offenbach âgé de 18 ans, complète la partition, mais apporte des changements significatifs, ainsi que des coupures substantielles (notamment la coupure de l’entièreté de l’acte de Venise) exigées par le directeur de l'Opéra-Comique, Carvalho. La première a lieu à l'Opéra-Comique le 10 février 1881.
Grâce à une analyse graphologique du manuscrit[réf. souhaitée], il a été démontré par le musicologue spécialiste d’Offenbach Jean-Christophe Keck que les récitatifs composés pour l’occasion ne sont pas l’œuvre d’Ernest Guiraud, comme on le pensait jusqu’alors, mais celle de Léo Delibes, qui avait également réalisé l’orchestration de Belle Lurette (autre œuvre inachevée à la mort du compositeur).
De nombreuses versions des Contes d’Hoffmann seront réalisées plus tard, grâce à la découverte de documents permettant de se rapprocher des volontés initiales du compositeur, sans savoir quelles retouches il aurait opérées (comme à son habitude) avant la création.
Offenbach meurt à Paris au 8 boulevard des Capucines en 1880 (plaque récente remplaçant l'ancienne, détruite sous l'occupation) à l'âge de 61 ans. La cause du décès est une insuffisance cardiaque provoquée par la goutte aiguë. On lui fait des funérailles d'État. Même le Times écrit : « La foule des hommes distingués qui l'ont accompagné lors de son dernier voyage, au milieu de la sympathie générale du public, montre que le regretté compositeur était compté parmi les maîtres de son art ».

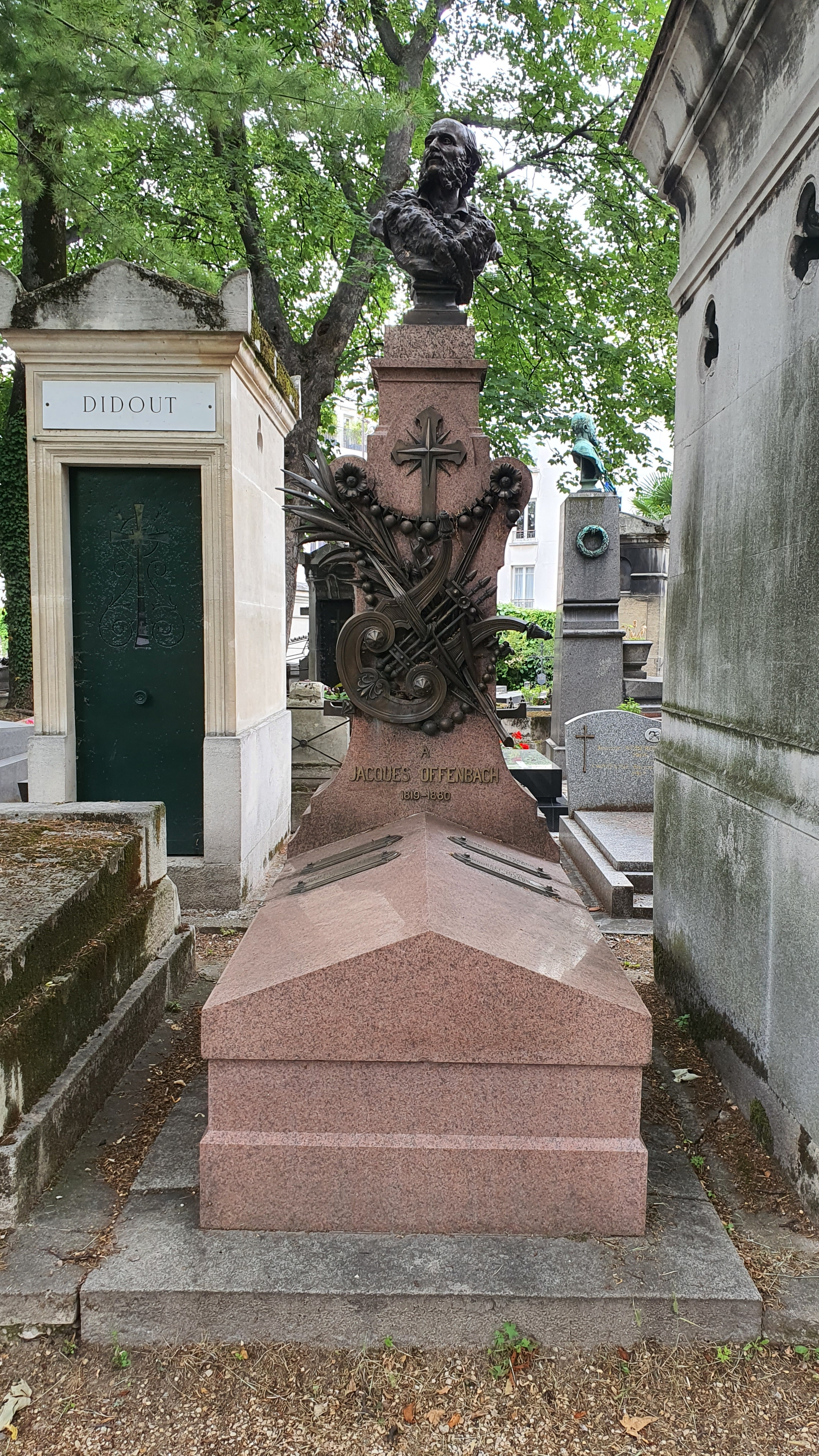
Sépulture de Jacques Offenbach au cimetière de Montmartre.

Il est enterré au cimetière de Montmartre. Sa tombe, réalisée par Charles Garnier, est ornée d'un buste à son effigie dû au sculpteur Jules Franceschi,.

### Vie privée
Jacques Offenbach a épousé le 13 août 1844 Herminie Marie Manuela de Alcain (1826-1887), dont il a eu quatre filles et un fils :
- Berthe (1845-1927) ;
- Sophie Minna Blanche (1850-1914) ;
- Marie, Léocadie, Benita, Joséphine, dite Pépita (1855-1925), qui épousera le capitaine au long cours Prosper Brindejont (1847-1920), futur maire d'Étretat ;
- Jacqueline (1858-1936), qui épousera le peintre Pierre-Joseph Mousset ;
- Auguste (né le 24 mai 1862 à Paris, et décédé le 7 décembre 1883 à Cannes).

Il eut aussi deux enfants de Zulma Bouffar.

## Le style Offenbach
La musique d'Offenbach est originale et variée. Il peut écrire des numéros « chantants » simples, comme la chanson de Paris dans La Belle Hélène, « Au mont Ida, trois déesses » ; des chansons comiques comme « Piff Paff Pouf » du Général Boum, et l'ensemble ridicule du bal des domestiques dans La Vie Parisienne, « Votre habit a craqué dans le dos » ou le fameux cancan d'Orphée aux Enfers. Il a également composé des chansons d'une simplicité, d'une grâce et d'une beauté indéniables comme la chanson de La Périchole, la « Chanson de Fortunio », ou la tendre chanson d'amour de la Grande-Duchesse à Fritz : « Dites-lui… » Parmi les autres numéros bien connus d'Offenbach figurent la chanson de la poupée « Les oiseaux dans la charmille », « Voici le sabre de mon père », « Ave Maria, solo de soprano » et « Ah ! Que j'aime les militaires » (La Grande Duchesse de Gerolstein) ou encore « Tu n'es pas beau » dans La Périchole, la dernière chanson majeure d'Offenbach pour Hortense Schneider.

### Les opérettes
Selon ses propres dires, Offenbach aurait composé plus de cent œuvres lyriques. Il a réservé le terme opérette ou opérette bouffe pour certaines de ses œuvres en un acte, plus souvent en utilisant le terme opéra bouffe pour ses œuvres plus longues. Ce n'est qu'avec le développement ultérieur du genre « opérette » à Vienne après 1870 que le terme français d'opérette commence à être utilisé pour des œuvres de plus d'un acte. Offenbach a également employé le terme d'opéra comique pour au moins vingt-quatre de ses œuvres soit en un, soit en deux soit en trois actes.
Les premières opérettes d'Offenbach sont des pièces en un acte pour des distributions réduites. Plus de trente d'entre elles sont écrites avant son premier « opéra bouffe » à grand spectacle, Orphée aux Enfers, en 1858. Il en compose plus de vingt pendant le reste de sa carrière. Ses pièces en un acte se classent en cinq catégories : pays idylliques, opérettes urbaines, opérettes militaires, farces et parodies. Offenbach connaît ses plus grand succès dans les années 1860. Ses opérettes les plus populaires de la décennie restent parmi les plus connues du répertoire.

### Textes
Les premières idées de l'intrigue viennent habituellement d'Offenbach lui-même, ses librettistes travaillant en collaboration avec lui. Il profite de la souplesse rythmique de la langue française parfois jusqu'à l'extrême, forçant les mots dans des situations non naturelles. Une caractéristique fréquente de la mise en mots d'Offenbach est la répétition absurde de syllabes isolées pour obtenir un effet comique. Un exemple flagrant est la marche des rois de La belle Hélène : « Je suis l'époux de la reine, pou de la reine » ou « Le roi barbu qui s'avance, bu qui s'avance ».

### Structure musicale
En général, Offenbach suit des formes simples et établies. Ses mélodies sont généralement courtes et de rythme régulier, suivant le schéma classique tonique-dominante-sous-dominante. Il passe souvent rapidement entre les tonalités majeures et mineures pour caractériser ainsi efficacement les personnages et les situations. Il a parfois utilisé des techniques non conventionnelles, telles le leitmotiv, dans le Docteur Ox (1877) ou parodié Wagner dans Le carnaval des revues (1860).

## Postérité
La popularité d'Offenbach s'est manifestée, dès son époque, par l'adaptation de nombre de ses thèmes musicaux par d'autres compositeurs. Une importante quantité de musiques de danse (quadrilles, polkas, valses) a ainsi été fournie par les « arrangeurs » de l'époque, parmi lesquels Arban, Louis-Antoine Jullien, Olivier Métra, Philippe Musard, Léon Roques ou Isaac Strauss.
D'autres arrangements ont été réalisés dans des circonstances particulières, comme les ouvertures « de concert », bien plus développées que les originales, souvent spécialement composées pour les créations autrichiennes des œuvres d'Offenbach, ou Les Contes d'Hoffmann, laissés inachevés à la mort du compositeur et « complétés » par plusieurs musiciens tels Ernest Guiraud, Raoul Gunsbourg, Karl-Fritz Voigtmann ou Fritz Œser, avant que les partitions d'origine soient retrouvées par les musicologues Michael Kay et Jean-Christophe Keck dans les années 1990.
Cette habitude ne s'est pas démentie au fil des siècles, notamment pour le ballet, le plus célèbre étant la Gaîté parisienne composé par Manuel Rosenthal pour les Ballets russes en 1938.
Parmi les principales adaptations, on peut citer :
- ouvertures de concert :
  - Barbe-Bleue, La Grande-duchesse de Gerolstein, Vert-Vert, arrangées par Fritz Hofmann entre 1867 et 1870 ;
  - La Belle Hélène, arrangée par Friedrich Lehner ;
  - Orphée aux Enfers, arrangée par Carl Binder en 1860 ;
  - La Vie parisienne, arrangée par Antal Doráti puis par Bernhard Wolff.
- ballets :
  - Gaîté parisienne : arrangements que le compositeur et chef d'orchestre Manuel Rosenthal écrivit en 1938 pour les ballets de Monte-Carlo ;
  - Offenbachiana : arrangements de Manuel Rosenthal en 1953 ;
  - Barbe-Bleue : ballet arrangé par Antal Doráti pour Michel Fokine et l'American Ballet Theatre en 1941 ;
  - La Belle Hélène : ballet-bouffe sur des thèmes d'Offenbach adaptés par Manuel Rosenthal et Louis Aubert en 1957 pour l'Opéra de Paris.
- suites orchestrales :
  - Offenbachiana : pot-pourri orchestral composé en Autriche vers 1869, sans parenté avec l’Offenbachiana de Rosenthal ;
  - Offenbach in der Unterwelt (Offenbach aux Enfers) : suite pour orchestre d'harmonie contenant, entre autres, deux extraits de Fantasio, l'opéra-comique qu'Offenbach composa d'après l'œuvre de Musset[réf. nécessaire] ;
  - Les Nuits parisiennes : suite pour orchestre de René Leibowitz et Janet Maguire.

## Œuvre
Jacques Offenbach laisse environ 100 œuvres lyriques et plus de 600 œuvres orchestrales.

### Opéras et ballets
- 1855 : Ba-ta-clan, chinoiserie musicale (livret de Ludovic Halévy), créée au théâtre des Bouffes-Parisiens le 29 décembre 1855.
- 1858 : Orphée aux Enfers, opéra bouffe (livret de Ludovic Halévy et Hector Crémieux) – Suivi d'une 2e version en 1874.
- 1859 : Geneviève de Brabant (opéra bouffe).
- 1860 : Le Papillon, ballet
- 1864 : Les Fées du Rhin, opéra romantique en quatre actes (livret de Charles Nuitter et Jacques Offenbach)
- 1864 : La Belle Hélène, opéra bouffe (livret de Henri Meilhac et Ludovic Halévy).
- 1866 : Barbe-Bleue, opéra bouffe (livret de Meilhac et Halévy).
- 1866 : La Vie parisienne, opéra bouffe (livret de Meilhac et Halévy) – Suivi d'une 2e version en 1873.
- 1867 : La Grande-duchesse de Gérolstein, opéra bouffe (livret de Meilhac et Halévy).
- 1867 : Robinson Crusoé, opéra-comique (livret d'Eugène Cormon et Hector Crémieux).
- 1868 : La Périchole, opéra bouffe (livret de Meilhac et Halévy) – Suivi d'une 2e version en 1874.
- 1869 : Les Brigands, opéra bouffe (livret de Meilhac et Halévy) – Suivi d'une 2e version en 1878.
- 1869 : La Princesse de Trébizonde, opéra bouffe (livret de Charles Nuitter et Étienne Tréfeu), créé en juillet 1869 en deux actes, suivi d'une seconde version en trois actes en décembre 1869.
- 1872 : Le Roi Carotte, opéra bouffe-féerie (livret de Victorien Sardou).
- 1872 : Fantasio, opéra-comique (livret d'après Alfred de Musset, adapté par son frère, Paul de Musset)[9].
- 1875 : Le Voyage dans la Lune, opéra-féerie (livret d'Eugène Leterrier, Albert Vanloo et Alfred Mortier)[10].
- 1877 : Le Docteur Ox, opéra bouffe (livret d'Alfred Mortier et Philippe Gille).
- 1877 : Madame l'archiduc, opéra bouffe (livret d' Albert Millaud) lire en ligne sur Gallica
- 1878 : Madame Favart, opéra-comique (livret d'Henri Chivot et Alfred Duru).
- 1879 : La Fille du tambour-major, opéra-comique (livret d'Henri Chivot et Alfred Duru).
- 1881 : Les Contes d'Hoffmann, opéra fantastique (livret de Jules Barbier) – opus posthume, orchestration achevée par Ernest Guiraud.

### Mélodies
- Espoir en Dieu sur le poème de Victor Hugo (1851, manuscrit inédit)[11], réarrangé pour soprano et chœur puis utilisé dans une première version du finale des Contes d'Hoffmann.
- J'aime la rêverie, romance sur des paroles de Mme la baronne de Vaux (1839)[12].
- Jalousie !, romance dédiée à Mlle Léonie de Vaux (1839)[12].
- Fables de La Fontaine, recueil de six fables (1842)[12] :
  - Le Berger et la Mer
  - Le Corbeau et le Renard
  - La Cigale et la Fourmi
  - La Laitière et le Pot au lait
  - Le Rat de ville et le Rat des champs
  - Le Savetier et le Financier
- Das deutsche Vaterland [La Patrie allemande] ou Vaterlandslied (deviendra Rêverie au bord de la mer pour violoncelle solo en 1848 pour être ensuite introduite dans le final des Fées du Rhin en 1864)[12].
- Les Voix mystérieuses, six mélodies pour voix et piano (1852).

### Orchestre
- Grande scène espagnole, op. 22 (1840, manuscrit inédit).
- Concerto pour violoncelle et orchestre « Concerto militaire » (1847-1848).
- Polka des mirlitons pour cornet, trois mirlitons et orchestre (1857).
- Offenbachiana, pot-pourri (1876).
- Offenbach-Waltz ou American Eagle Waltz pour cornet à pistons et orchestre (1876).

### Violoncelle
- Les larmes de Jacqueline op. 76 no 2 (https://imslp.org/wiki/Special:ImagefromIndex/494020)[13].
- Cours méthodique de duos pour violoncelles, op. 49 à 54 (éd. Schoenberger, 1847).
- Fantaisies sur :
  - Jean de Paris de Boieldieu, op. 70,
  - Le Barbier de Séville de Rossini, op. 71 (~1854)[12],
  - Les Noces de Figaro de Mozart, op. 72,
  - Norma de Bellini, op. 73,
  - Richard Cœur-de-Lion de Grétry, op. 69 (~1855)[12],
  - Guillaume Tell ou Grande fantaisie sur des motifs de Guillaume Tell de Rossini (1848) ;
- La Course en traîneau dédiée à Mme Léon Faucher, pour violoncelle et piano (1849) ;
- Les Chants du crépuscule, op. 29 ;
- Musette, musique de ballet du dix-huitième siècle pour violoncelle et orchestre à cordes, op. 24 (1842)[12].

### Piano
- Le Décaméron dramatique, « album du Théâtre-Français », danses pour piano dédiées aux comédiennes de la Comédie-Française (1854)[12].
- Les Arabesques (1841-1852).
- Les Roses du Bengale, six valses sentimentales (1844).

## Publications
- Jacques Offenbach, Offenbach en Amérique. Notes d'un musicien en voyage, 1877.
- Arnold Mortier, Les Soirées parisiennes de 1874, 1875 – préface de J. Offenbach.

## Analyse de l'œuvre
Peut-on effectuer aujourd'hui une analyse de l'œuvre du compositeur ? Jean-Christophe Keck préconisait la parution critique des ouvrages, puisque « Ce n’est qu’à ce moment que les musicologues auront en main un matériel leur permettant de s’exprimer sérieusement sur Offenbach ».

### Étendue de l'œuvre
D'après le musicologue Jean-Christophe Keck, directeur de l'Offenbach Édition Keck (OEK), le catalogue de Jacques Offenbach compte plus de 650 opus, dont environ 100 ouvrages lyriques mais aussi « de nombreuses pièces de musique de chambre, de musique de danse, ou encore de grands tableaux symphoniques ou concertants ». Parmi celles-ci on peut citer, par exemple, sa mélodie Espoir en Dieu (1851, réécrite plus tard pour soprano solo et chœur), son ballet Le Papillon (1860) ou encore sa musique de scène pour La Haine (1874), drame de Victorien Sardou.

### État des sources
À la mort de Jacques Offenbach, c'est à son fils Auguste que revenait naturellement la charge de veiller sur l'œuvre de son père, mais lui-même meurt le 7 décembre 1883, trois ans après son père. À la mort d'Herminie, l'épouse de Jacques Offenbach, les manuscrits restent dans la famille, cachés, jusqu'à ce qu'en 1938 Jacques Brindejont-Offenbach en fasse un rapide inventaire dans sa biographie Offenbach, mon grand-père. L'accès à ces archives a donc été longtemps impossible, et Jean-Claude Yon dans sa biographie note que « La situation actuelle est du reste à peine plus favorable ».
Nombre de partitions originales d'Offenbach n'ont pas survécu, ce qui explique la diversité des orchestrations utilisées au cours du XXe siècle, la seule référence étant la partition chant-piano, quand celle-ci était publiée, et qui servait traditionnellement de conducteur pour le chef d'orchestre. Depuis les années 1990, les éditions Boosey & Hawkes ont entrepris la publication de l'intégralité des œuvres du compositeur (partitions d'orchestre, chant-piano et livret) au travers de l'Offenbach Édition Keck (OEK). Ces matériels critiques donnent également des indications sur la genèse et les différentes versions de chaque œuvre. En 2010, seules 26 œuvres lyriques ont été éditées.
Le 15 juillet 2004, alors qu'on la croyait détruite, la partition d'orchestre de l'opéra fantastique Les Contes d'Hoffmann a été retrouvée dans les archives de l'Opéra de Paris. Cette partition, créée le 10 février 1881, avait disparu dans l'incendie de la salle Favart, le 25 mai 1887 ; la partition de la version allemande fut également réduite en cendres lors de l'incendie du Ringtheater de Vienne, en décembre 1881, conférant à l'œuvre une réputation « maudite ».
Le 3 mars 2009, le bâtiment des archives municipales de Cologne, où étaient conservés plusieurs manuscrits originaux d'Offenbach ainsi que la partition autographe du Tristan und Isolde de Richard Wagner, s'effondre, causant la perte de nombreux documents.
Le 22 août 2022, la Bibliothèque nationale de France annonce qu'elle souhaite se porter acquéreur d'un fonds familial de Jacques Offenbach, classé œuvre d’intérêt patrimonial majeur. Ce fonds, qui provient de la succession de la fille cadette du compositeur Jacqueline (1858-1936) et depuis resté intégral dans la famille. Il contient les manuscrits musicaux autographes de l’ensemble de la période d’activité d’Offenbach, « depuis ses premières pièces pour orchestre (1833) et pour violoncelle (1835), jusqu’aux Contes d’Hoffmann (1880), chef-d’œuvre ultime de ce grand compositeur, le plus joué du XIXe siècle ». Le fonds est composé en majorité de partitions manuscrites, de livrets manuscrits pour la plupart annotés, de documents iconographiques, de documents d’archives et de papiers personnels. Il livre ainsi les manuscrits autographes de grands chefs-d’œuvre Barkouf (1860), La Grande- duchesse de Gérolstein (1867), La Princesse de Trébizonde (1869) et Les Contes d’Hoffmann (1880) et révèle des pans entiers de la production musicale d’Offenbach. il contient également des archives théâtrales inédites du théâtre de la Gaîté et du théâtre des Bouffes Parisiens.

## Citations et avis
- Le 18 mars 1857, après une soirée passée aux Bouffes-Parisiens, Léon Tolstoï note : « Une chose véritablement française. Drôle »[22].
- En 1869, Richard Wagner — qui, après avoir loué son confrère, s'est fâché avec lui à la suite des caricatures dont il avait fait les frais — écrit dans ses Souvenirs sur Auber : « Offenbach possède la chaleur qui manque à Auber ; mais c'est la chaleur du fumier ; tous les cochons d'Europe ont pu s'y vautrer »[23]. Plus tard Wagner écrit : « Regarde Offenbach ; il écrit comme le divin Mozart »[24].
- En 1876, Albert Wolff écrit dans la préface de Notes d'un musicien en voyage, publié par Offenbach à son retour des États-Unis : « […] Il y a de tout dans son inépuisable répertoire : l’entrain qui soulève une salle, les gros éclats de rire qui plaisent aux uns, l’esprit parisien qui charme les autres et la note tendre qui plaît à tous, parce qu’elle vient du cœur et va droit à l’âme »[25].

## Hommages
Sont nommés en son honneur :
- l'astéroïde (10820) Offenbach, découvert en 1993[26] ;
- la rue Jacques-Offenbach, à Paris[27].

Un timbre-poste à son effigie a été émis en France en 1981.

## Discographie sélective
Bien des œuvres d'Offenbach ne sont plus jouées en France. Les « grands classiques » mis à part, seuls des extraits sont en général disponibles. Certaines ne sont même disponibles que dans des adaptations en langue étrangère, tels Robinson Crusoé, une des rares œuvres du compositeur créées à l'Opéra-Comique, uniquement en version anglaise (direction Alun Francis chez Opéra Rara).
Néanmoins, depuis la mise en chantier de l'édition critique chez Boosey & Hawkes, on assiste à la publication de nouveaux enregistrements ou d'enregistrements historiques, la plupart réalisés par l'ORTF dans les années 1950-1960, jusqu'alors indisponibles.

### Œuvres originales
Parmi les enregistrements historiques reparus en CD dans les années 1980, la plupart sont des productions de l'ORTF. Parmi elles :
- Barbe-Bleue avec Henri Legay, Christiane Gayraud, Aimé Doniat, René Terrasson, Jean Doussard (dir.) – Bourg ;
- Barbe-Bleue avec Anna Ringart, Janine Capderou, Michel Sénéchal, Jean Giraudeau, Luis Masson, Michel Fusté-Lambezat (dir.) et Pépito avec Mady Mesplé, Yves Bisson, Albert Voli. Catherine Comet (dir.) – UORC ;
- Les Bavards et Ba-ta-clan avec Lina Dachary, Huguette Boulangeau, Aimé Doniat, Raymond Amade, René Terrasson, Marcel Couraud (dir.) – Erato, 1967 ;
- La Belle Hélène avec Danièle Millet, Charles Burles, Jean-Christophe Benoît, Michel Dens, Jean-Pierre Marty (dir.) – EMI, 1970 ;
- La Chanson de Fortunio, Lischen et Fritzchen et La Leçon de chant électromagnétique avec Lina Dachary, Freda Betti, Michel Hamel, Joseph Peyron, Jean-Claude Hartemann (dir.) – Bourg ;
- La Chanson de Fortunio et Madame l'Archiduc avec Lina Dachary, Janette Levasseur, Dominique Tirmont, Pierre Miguel, Jean-Claude Hartemann (dir.) – Musidisc ;
- Le Château à Toto et L'Île de Tulipatan avec Lina Dachary, Monique Stiot, Raymond Amade, Dominique Tirmont, Joseph Peyron (dir.) – EJS ;
- La Créole avec Huguette Boulangeot, Lina Dachary, Aimé Doniat, Michel Hamel, Marcel Cariven (dir.) – Bourg (version révisée par George Delance et Albert Willemetz en 1934[29]) ;
- Croquefer ou le Dernier des paladins et Tromb-al-ca-zar, Alfred Walter (dir.) – TPL ;
- L'Île de Tulipatan ; Pomme d'Api, Emmanuel Koch (dir.) – TPL ;
- Croquefer ou le Dernier des paladins, Les Deux Aveugles et Le Violoneux, Louis-Vincent Bruère (dir.) – Bourg ;
- Geneviève de Brabant, Marcel Cariven (dir.) – Bourg ;
- La Fille du tambour-major, avec Christiane Harbell, Étienne Arnaud, Louis Musy, Richard Blareau (dir.) – Accord, 1962 ;
- Madame Favart, avec Suzanne Lafaye, Lina Dachary, Camille Maurane, Joseph Peyron, Marcel Cariven (dir.) – Musidisc ;
- La Périchole avec Suzanne Lafaye, Raymond Amade, Raymond Noguera, Igor Markevitch (dir.) – EMI, 1959 ;
- Le Pont des soupirs[30] avec Claudine Collart, Monique Stiot, Michel Hamel, Aimé Doniat, Joseph Peyron, Jean Doussard (dir.) – Bourg.

Une Anthologie d'enregistrements rares (début du XXe siècle) en quatre volumes est parue également aux éditions Forlane en 1997.
Le chef d'orchestre Michel Plasson a été le premier à réenregistrer avec des distributions prestigieuses les grandes œuvres d'Offenbach dans les années 1970-1980, la plupart chez EMI :
- La Vie parisienne avec Régine Crespin, Mady Mesplé et Michel Sénéchal – 1976 ;
- La Grande-duchesse de Gérolstein avec Régine Crespin, Alain Vanzo et Robert Massard – CBS-Sony, 1977 ;
- Orphée aux Enfers avec Mady Mesplé, Jane Rhodes, Michel Sénéchal, Jane Berbié et Charles Burles – 1979 ;
- La Périchole avec Teresa Berganza, José Carreras et Gabriel Bacquier – 1982 ;
- La Belle Hélène avec Jessye Norman et John Aler, Gabriel Bacquier et Charles Burles – 1985.

Parmi les autres enregistrements « modernes », on peut citer :
- La Belle Hélène avec Jane Rhodes, Rémy Corazza, Jules Bastin, Jacques Martin, Alain Lombard (dir.), Barclay/Accord, 1978 ;
- Les Brigands avec Colette Alliot-Lugaz, Tibère Raffalli, Michel Trempont, John Eliot Gardiner (dir.) – EMI, 1989 ;
- Les Contes d'Hoffmann : nombreuses versions, de la traditionnelle Choudens dirigée par André Cluytens avec Raoul Jobin, Renée Doria, Vina Bovy, Géori Boué et Bourvil – EMI, 1948, à l'édition critique Kaye dirigée par Kent Nagano avec Roberto Alagna, José van Dam, Natalie Dessay, Leontina Vaduva et Sumi Jo – Erato, 1996[31] ;
- Les Fables de la Fontaine, François Le Roux, Jeff Cohen (piano) – EMI, 1991 ;
- Le Financier et le Savetier, et autre délices, Jean-Christophe Keck (dir.) – Accord, 2007 ;
- Die Rheinnixen (en allemand), Friedemann Layer (dir.) – Accord, 2003 ;
- La Périchole avec Régine Crespin, Alain Vanzo, Jules Bastin, Alain Lombard (dir.) – Erato, 1977 ;
- Pomme d'Api ; Monsieur Choufleuri ; Mesdames de la Halle avec Mady Mesplé, Léonard Pezzino, Charles Burles, Jean-Philippe Laffont, Michel Trempont, Manuel Rosenthal (dir.) – EMI, 1983 ;
- Vert Vert avec Jennifer Larmore, David Parry (dir.) – Opera Rara, 2010 ;
- Robinson Crusoe – Opéra Rara, 1980 (en anglais) ;
- Fantasio – Opéra Rara, 2013, Mark Elder conducted the Orchestra of the Age of Enlightenment[32] ;
- Maître Péronilla, avec Véronique Gens, Éric Huchet, Antoinette Dennefeld, Tassis Christoyannis, Markus Poschner (dir.), Bru Zane, 2020.

Le chef d'orchestre Marc Minkowski a entrepris depuis une dizaine d'années l'enregistrement de plusieurs œuvres maîtresses, mises en scène par Laurent Pelly et reposant sur le travail d'éditions critiques :
- Orphée aux Enfers (édition critique de Robert Didion) avec Natalie Dessay, Yann Beuron et Laurent Naouri – EMI Classics, 1998 ;
- La Belle Hélène (édition critique de Robert Didion) avec Felicity Lott, Yann Beuron, Michel Sénéchal et Laurent Naouri – Virgin Classics, 2001 ;
- La Grande-Duchesse de Gérolstein (OEK) avec Felicity Lott, Yann Beuron et François Le Roux – Virgin Classics, 2005.
- La Périchole, avec Aude Extrémo, Stanislas de Barbeyrac, Alexandre Duhammel – Bru Zane, 2019[33].

Parmi les œuvres instrumentales, on peut citer :
- Concerto pour violoncelle et orchestre « Concerto militaire », Jérôme Pernoo (violoncelle) – Archiv Produktion, 2006 ;
- Ballade symphonique, Jean-Christophe Keck (dir.), Orchestre national de Montpellier – Accor, 2006 ;
- Ouvertures, préludes et mélodrames (La Vie parisienne, Barbe-Bleue, Les Bergers, Ba-ta-clan, La Périchole, Orphée, Sur un volcan, Souvenirs d'Aix-les-Bains) ;
- Le Papillon, Richard Bonynge (dir.) – Decca, 1973 ;
- Cello Concertos – CPO, 2004  (EAN 0761203706921) ;
- Les miniatures Deux âmes au ciel, Introduction et Valse mélancolique et La Course en traîneau, originellement pour piano, sont orchestrées par Heinz Geese ;
- Cell'Offenbach, Ligia Digital ;
- Piano Works (3 vol.) – CPO, 2005-2008  (EAN 07-61203-70792-8, 07-61203-71612-8 et 07-61203-73712-3) (La plupart des œuvres de ce disque sont des réductions pour piano) ;
- Offenbach romantique – Archiv produktion, 2008  (EAN 00-28947-76403-8).

### Adaptations
La Gaîté parisienne est certainement l'adaptation la plus enregistrée (d'où généralement une confusion du public avec l'œuvre originale d'Offenbach).
On peut citer :
- Manuel Rosenthal (dir.), Orchestre philharmonique de Monte-Carlo, EMI Classics ;
- Arthur Fielder (dir.), Boston Pops Orchestra, RCA, 1954 ;
- Herbert von Karajan (dir.), Philharmonia Orchestra, EMI Classics ;
- Lorin Maazel (dir.), Orchestre national de France, Sony, 1980 ;
- Charles Munch (dir.), New Philharmonia Orchestra, Decca, 1964 ;
- André Previn (dir.), Orchestre symphonique de Pittsburgh, Philips Classics, 1994 ;
- Yutaka Sado (dir.), Orchestre philharmonique de Radio-France, Warner, 2006.

Autres adaptations
- Offenbachiana (+ Gaîté parisienne), Manuel Rosenthal (dir.), Orchestre de l'Opéra de Monte-Carlo, Naxos, 1997.
- Offenbachiana, Manuel Rosenthal (dir.), Orchestre de l'Opéra de Paris, Accord, 2002.
- Operetten Zauber, Josef Drexler (dir.), Orchester der Wiener Staatsoper, Elite Special, 2005 – enregistrement de l’Offenbachiana de 1869.
- La Belle Hélène, ballet (+ Gaîté parisienne), Robert Blot (dir.), Orchestre de l'Opéra de Paris, EMI Classics, 1957
- Offenbach Overtures, Bruno Weil (dir.), Wiener Symphoniker, Sony, 1993 – ouvertures de concert et ouvertures originales.
- Offenbach in America, Arthur Fielder (dir.), Boston Pops Orchestra, RCA, 1956 – ouvertures de concert et musique de danse.
- Folies dansantes chez Jacques Offenbach, Jean-Christophe Keck (dir.), Solistes de l'Orchestre Pasdeloup, Orphée 58, 2008 – quadrilles et fantaisies par Strauss, Métra, Marx et Dufils.
- Offenbach : Hommage Mécanique, Malibran CDRG 214, 2016 - Suites de danses (quadrilles, valses, polkas…) par Strauss, Dufils, Métra, Arban… sur des œuvres telles que Orphée aux Enfers, La Chatte métamorphosée en Femme, Le Papillon, Barbe-Bleue, La Vie parisienne, La Grande-Duchesse de Gérolstein, La Diva, Le Roi Carotte, La Marocaine…
- Christopher Columbus, opéra bouffe en 4 actes, livret en anglais de Don White, Opéra Rara, 1977. Pastiche reprenant des extraits d'œuvres rares d'Offenbach (entre autres, Le Docteur Ox, La Princesse de Trébizonde, Fantasio, La Boîte au lait, Maître Peronilla, Vert-Vert, Les Bergers, Les Braconniers, La Boulangère a des écus, La Créole, Les Trois Baisers du Diable, Dragonette, etc.) auxquels les paroles sont substituées pour illustrer l'intrigue.

### Biographies
- André Martinet, Offenbach, sa vie et son œuvre, Dentu, Paris, 1887 [lire en ligne].
- Siegfried Kracauer, Offenbach ou le Secret du second Empire, Paris, 1937.
- Florian Bruyas, Histoire de l'opérette en France, 1855-1965, E. Vitte, 1974.
- Robert Pourvoyeur, Offenbach, Paris, Seuil, coll. « Solfèges », 1994, 254 p. (ISBN 2-02-014433-6, OCLC 32895410).
- Claude Dufresne, Offenbach ou la Joie de vivre, Perrin, 1998.
- Jean-Claude Yon, Jacques Offenbach, coll. « Biographies », Éditions Gallimard, Paris, 2000.
- Philippe Luez, Jacques Offenbach, musicien européen, Anglet, Séguier, 2001.
- Jean-Claude Yon, « Jacques Offenbach » dans : Dictionnaire de la musique en France au XIXe siècle (Joël-Marie Fauquet, dir.), Fayard, 2003  (ISBN 2-213-59316-7).
- Jean-Philippe Biojout, Jacques Offenbach, coll. « horizons », bleu nuit éditeur, 2018  (ISBN 978-2-35884075-0)

### Documentaires
- Offenbach, compositeur de génie réalisé par Reiner Moritz.« Offenbach, compositeur de génie (Documentaire musique) : la critique Télérama », sur Télérama, 14 juin 2022 (consulté le 12 juillet 2022).

### Correspondance
- Jean-Claude Yon, M. Offenbach nous écrit. Lettres au Figaro et autres propos, Paris, Actes Sud & Palazzetto Bru Zane, 2019 (présentation en ligne).

#### Bases de données et dictionnaires
- Ressources relatives à la musique :   - International Music Score Library Project
  - AllMusic
  - Bait La Zemer Ha-Ivri
  - Carnegie Hall
  - Discography of American Historical Recordings
  - Discogs
  - Grove Music Online
  - Last.fm
  - MusicBrainz
  - Musopen
  - Muziekweb
  - Operone
  - Répertoire international des sources musicales
  - VGMDb
- Ressources relatives au spectacle :   - Archives suisses des arts de la scène
  - Les Archives du spectacle
  - Internet Broadway Database
  - Kunstenpunt
- Ressources relatives à l'audiovisuel :   - AllMovie
  - Allociné
  - Filmportal
  - IMDb
- Ressources relatives aux beaux-arts :   - AGORHA
  - British Museum
  - National Portrait Gallery
- Ressource relative à la littérature :   - The Encyclopedia of Science Fiction
- Ressource relative à plusieurs domaines :   - Radio France
- Ressource relative à la vie publique :   - base Léonore
- Ressource relative à la recherche :   - Isidore
- Notices dans des dictionnaires ou encyclopédies généralistes :   - Britannica
  - Brockhaus
  - Den Store Danske Encyklopædi
  - Deutsche Biographie
  - E-archiv.li
  - Gran Enciclopèdia Catalana
  - Hrvatska Enciklopedija
  - Internetowa encyklopedia PWN
  - Nationalencyklopedin
  - Store norske leksikon
  - Treccani
  - Universalis
  - Visuotinė lietuvių enciklopedija
- Notices d'autorité :   - VIAF
  - ISNI
  - BnF (données)
  - IdRef
  - LCCN
  - GND
  - Italie
  - Japon
  - CiNii
  - Espagne
  - Belgique
  - Pays-Bas
  - Pologne
  - Israël
  - NUKAT
  - Catalogne
  - Suède
  - Vatican